# L'Astronome Copernic ou Conversations avec Dieu
L'astronome Copernic, ou Conversations avec Dieu (en polonais : Astronom Kopernik, czyli rozmowa z Bogiem) est un tableau de l'artiste polonais Jan Matejko achevé en 1873. Il se trouve dans la collection de l'université Jagellonne de Cracovie. Il représente Nicolas Copernic observant le ciel depuis un balcon dans une tour, avec la cathédrale de Frombork en arrière-plan. La toile a été achetée à un propriétaire privé par souscription publique en Pologne et est accrochée dans l'aula (Grande Salle) du Collegium Novum de l'université. Le tableau fait partie d'une série de peintures destinées à capturer et à représenter des moments clés de l'histoire de la Pologne pour inspirer le public.

## Historique

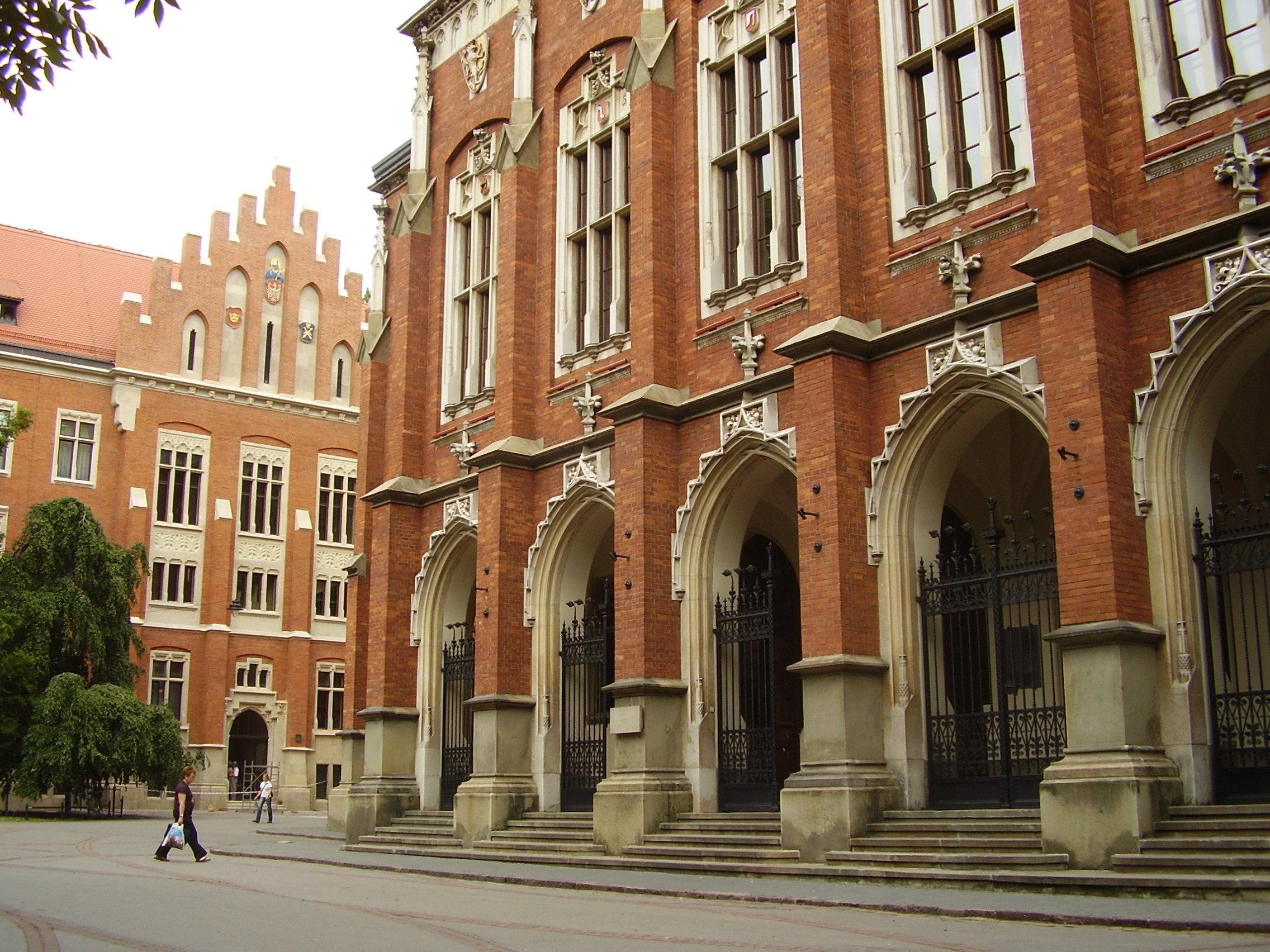
Entrée, à droite, du Collegium Novum de Cracovie

Jan Matejko a commencé à travailler sur ce tableau en 1871 en préparation du 400e anniversaire de la naissance de Copernic. Pour ses recherches, il a utilisé les ressources disponibles à l'université Jagellonne et a réalisé plusieurs dessins préparatoires au crayon et deux esquisses à l'huile, avant d'exécuter la peinture : l'une se trouve dans la collection du Musée national de Cracovie et l'autre dans la collection de Barbara Piasecka Johnson (en) à Princeton.

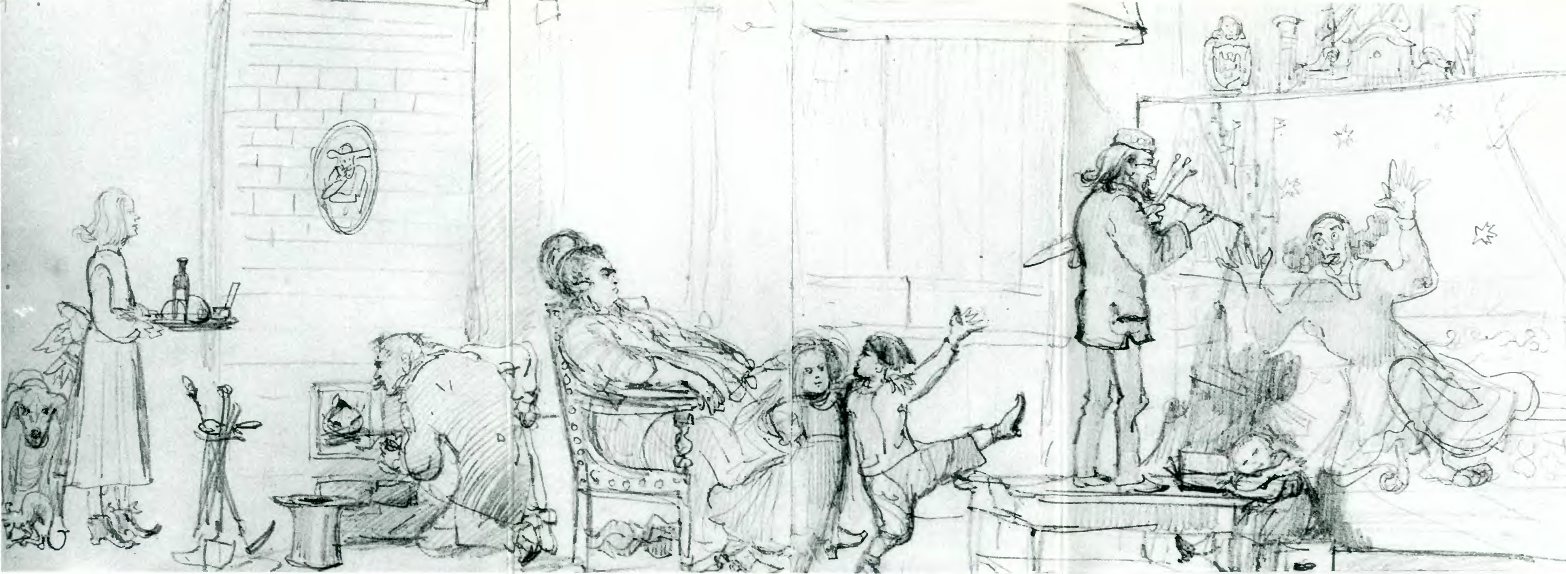
Le Tableau de Copernic, 1872, dessin autocaricaturé de Matejko sur ses conditions de travail.

Matejko commence à travailler sur la toile à l'été 1872 dans les conditions exiguës de son ancien appartement à Cracovie. C'est ce qu'il exécute un autoportrait parodique. L'œuvre définitive a été achevée dans un nouvel atelier au début de l'année 1873.
Les organisateurs du 400e anniversaire de la naissance de Copernic à Cracovie se montrent indifférents aux efforts de Matejko et n'ont pas prévu d'exposer sa peinture lors des festivités officielles. Pendant ce temps, le conseil municipal de Toruń, ville natale de Copernic, alors sous domination allemande, approche Matejko en vue de l'acheter. Ce dernier refuse l'offre, peut-être par fierté nationale, et choisit plutôt d'organiser sa propre exposition à Cracovie. Il parvient à exposer le tableau en février 1873, au palais Wielopolski (en), puis au bâtiment du conseil municipal de Cracovie. Les bénéfices de l'événement sont reversés à une association caritative. Le tableau reçoit un accueil mitigé. Plus tard cette année-là (entre juin et octobre), il est exposé à Vienne. En mars, les habitants de Cracovie décident d'acheter le tableau et rassemblent les 12 000 zlotys nécessaires, et en font don à l'université Jagellonne.
Initialement, le tableau est conservé au Collegium Maius de l'université, dans la salle Obiedziński, c'est-à-dire dans la salle de lecture de la bibliothèque universitaire. En 1886, il est transféré dans le bâtiment nouvellement mis en service du Collegium Novum. Après le déclenchement de la Seconde Guerre mondiale, le tableau est sorti de ses cadres et caché au rez-de-chaussée. Après avoir trouvé l'œuvre, les Allemands l'ont transportée dans le bâtiment de l'Académie des Mines, sur les Aleje Trzech Wieszczów (pl), où ils ont entreposé des meubles, des peintures et d'autres reliques pillées à l'université Jagellonne. Après la guerre, le tableau est revenu au Collegium Novum.
En 1952, il séjourne en URSS, où du 17 mai au 16 juin il est présenté à l'Académie des beaux-arts de Moscou à l'exposition « 100 ans de réalisme dans l'art polonais »,. Il est revenu de l'exposition avec des dégâts, mais ils ont été réparés.
En mai 2021, le tableau a été prêté par les autorités de l'université Jagellonne pour une période de quatre mois à la National Gallery de Londres pour une exposition temporaire. Il est ainsi devenu la première œuvre d'un artiste polonais à y être exposée,.

## Description

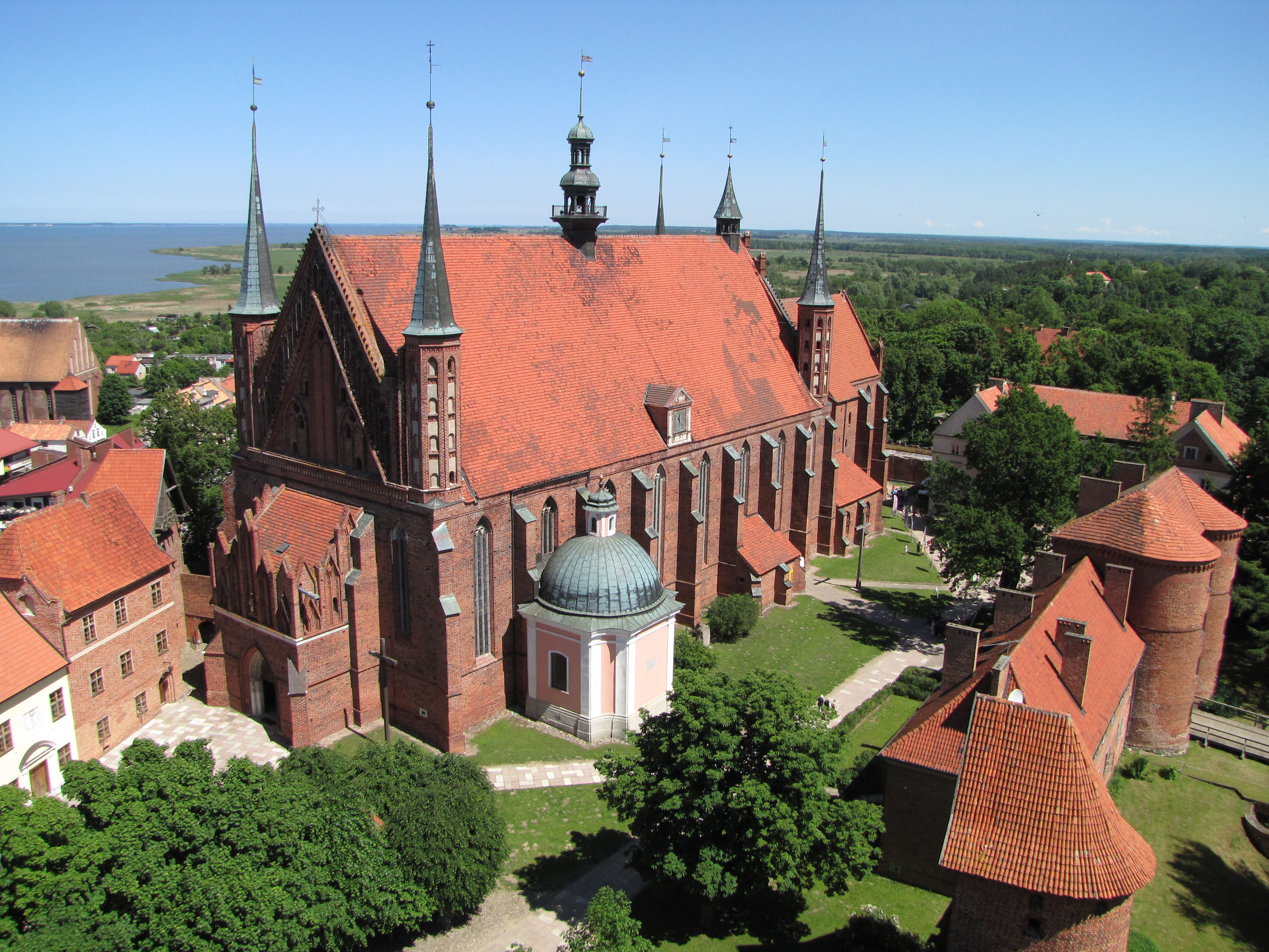
Cathédrale de Frombork et bâtiments voisins, avec la lagune de la Vistule en arrière-plan.

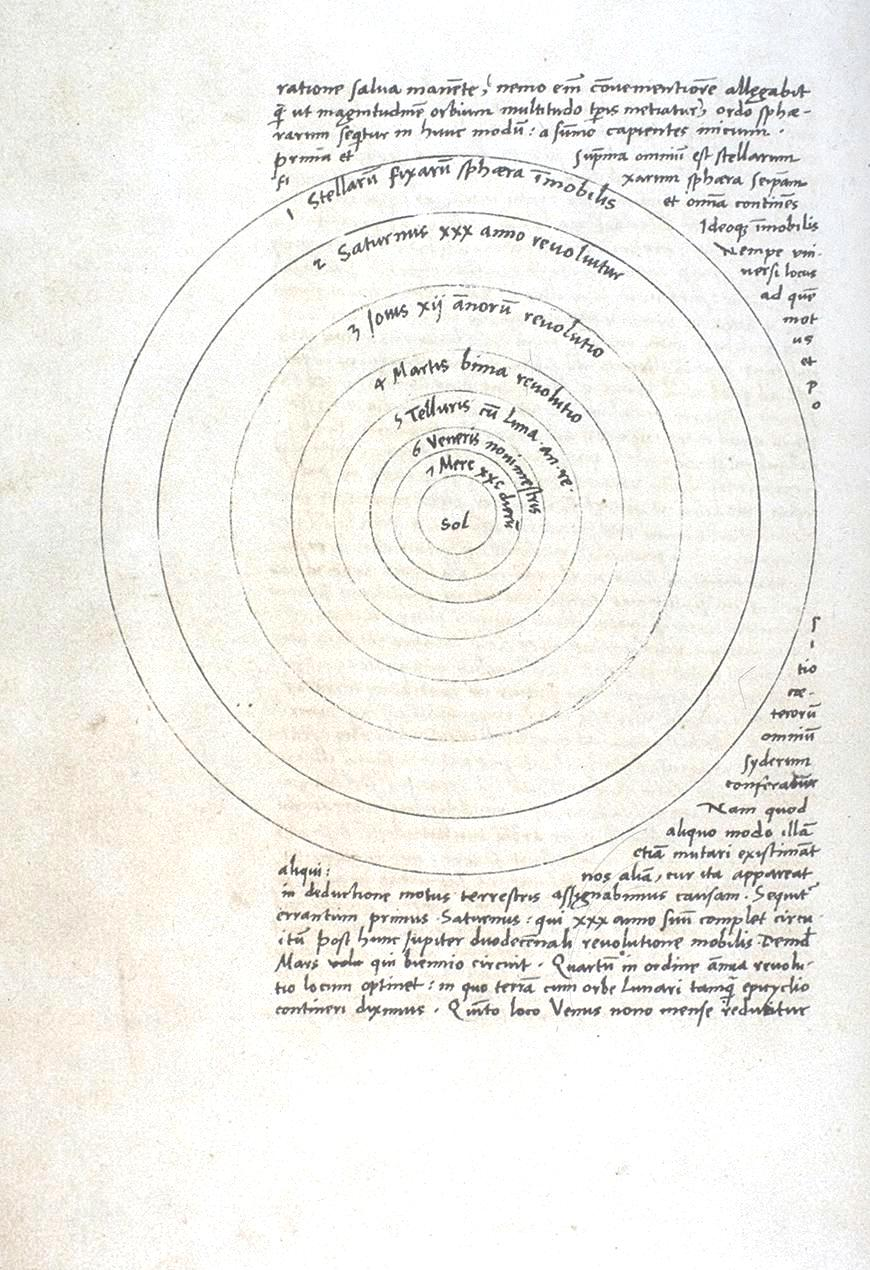
Manuscrit original de la carte héliocentrique de Copernic.

Le tableau représente le clerc et scientifique exalté Nicolaus Copernicus, chanoine de la cathédrale de Frombork, agenouillé alors qu'il observe les cieux pendant la transition de la nuit à l'aube. Il est haut sur un balcon, soi-disant dans son observatoire, près de la cathédrale de Frombork, entouré de divers instruments astronomiques. À ses côtés se trouve son propre modèle héliocentrique dessiné sur une grande planche plate, basé sur une illustration réelle de son De revolutionibus. La scène dépeint probablement le moment de la révélation où Copernic devient convaincu de sa découverte.

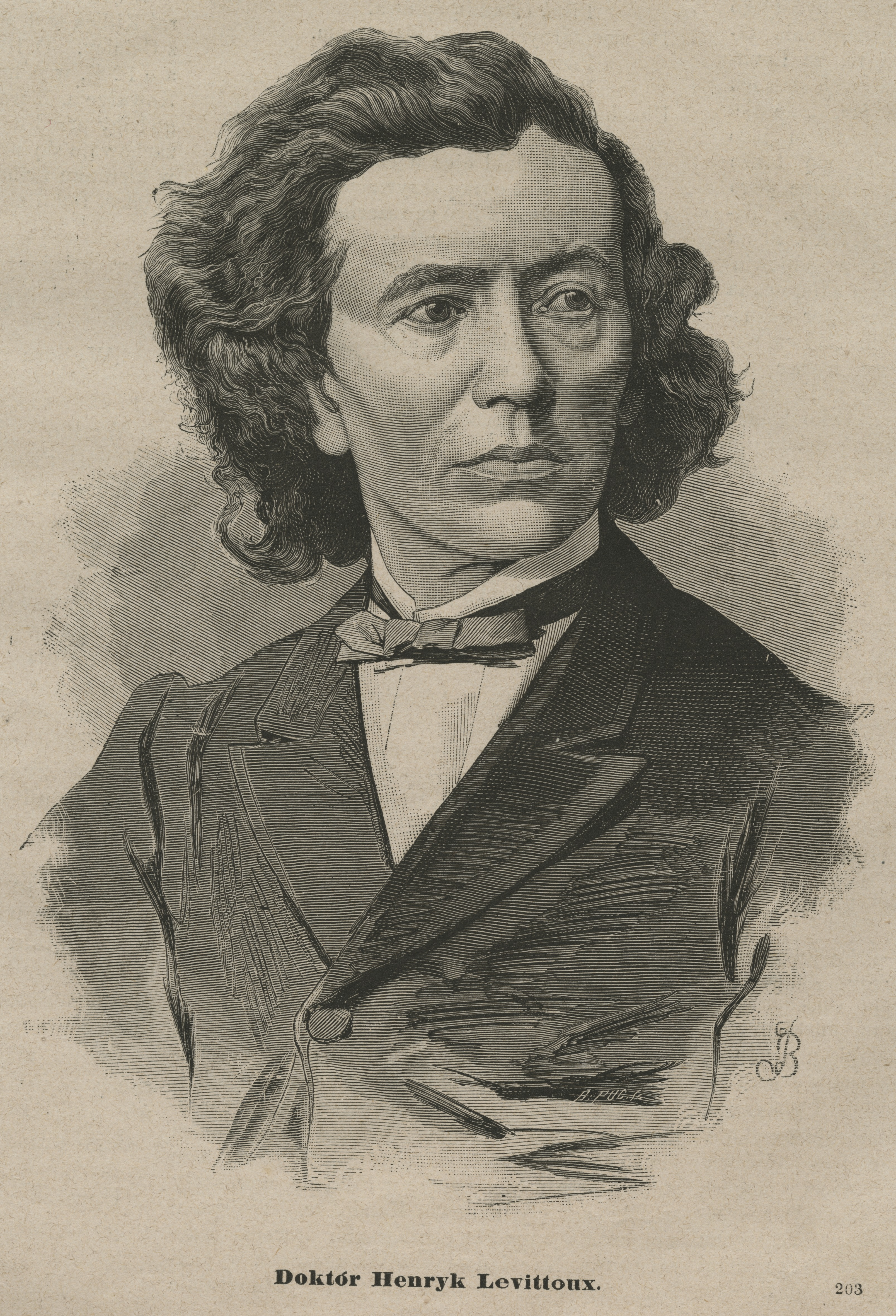
Henryk Levittoux, qui a servi de modèle à Matejko pour le portrait de Copernic

Les principales caractéristiques de la composition comprennent le costume du XVIe siècle et l'utilisation d'objets dans le cadre d'un récit symbolique. On peut également citer la symétrie centrale avec une perspective atmosphérique autour du sujet, un équilibre radial de lumière disposé autour d'un élément central et des contrastes dramatiques avec des couleurs sombres à la périphérie. L'épiphanie ou l'extase de Copernic est capturée par l'utilisation d'un éclairage quasi « scénique ». Deux modèles pour Copernicus sont connus pour avoir été le médecin Henryk Levittoux (pl) et le neveu de Matejko, Antoni Serafiński.

## Interprétation
Le lieu représenté par Matejko est fictif. Les érudits modernes recherchent toujours l'emplacement exact de l'observatoire Copernic et conviennent que la représentation de Matejko était davantage une « vision romantique ». Alors que Matejko montre Copernic au sommet d'une tour, en réalité son petit observatoire était probablement au niveau du sol, peut-être dans le jardin de sa maison.
La plupart des peintures remarquables de Matejko consistent en de grandes scènes de groupe. Ce tableau, avec un seul individu, relève, avec Stańczyk, plutôt d'une exception dans l'œuvre de l'artiste.

## Philatélie

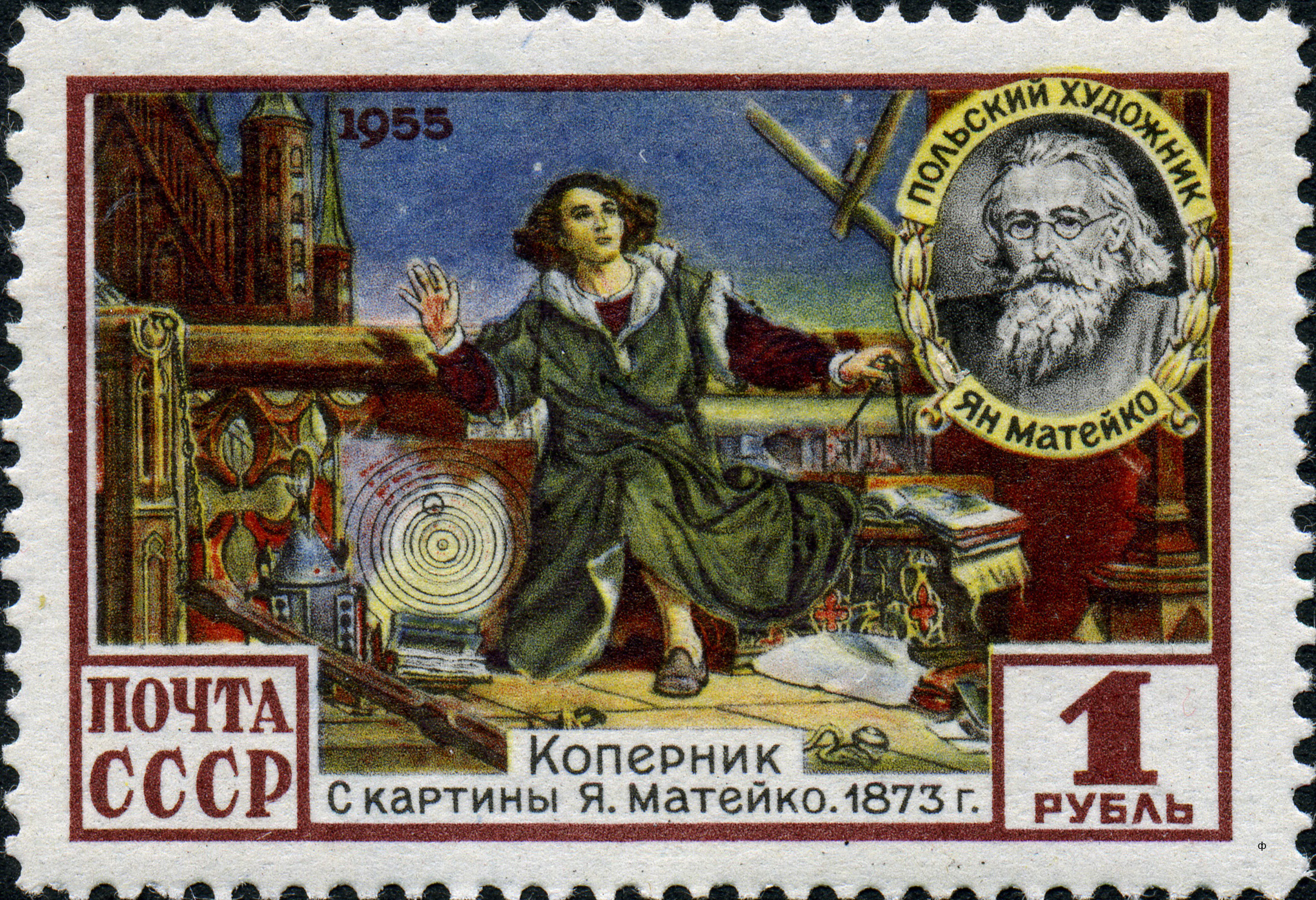
Timbre soviétique, 1955.

De timbres reproduisant le tableau de Matejko ont été produits par la poste polonaise (1953 et 1973), et par la poste soviétique (1955).